# 竹田医師会病院
竹田医師会病院（たけたいしかいびょういん）は、大分県竹田市大字拝田原にある、一般社団法人竹田市医師会が運営する病院。大分県豊肥地区の中核的な医療機関のひとつである。

## 診療科目
- 内科
- 外科
- 整形外科
- 小児科
- リハビリテーション科
- 放射線科[2]

## 指定・認定
- 救急告示病院[1]
- 災害拠点病院[1]
- 労災指定病院[1]
- 大分DMAT指定病院[3]

## 沿革
- 1968年（昭和43年）6月11日 - 竹田医師会病院開設（病床数80床）[4]
- 1968年（昭和43年）8月1日 - 労災指定病院[4]
- 1971年（昭和46年）8月31日 - 救急告示病院認定[4]
- 1979年（昭和54年）3月18日 - 救急医療センター落成式[4]
- 1987年（昭和62年）12月 - 増築工事竣工（病床数120床）[4]
- 1997年（平成9年）3月28日 - 災害拠点病院指定[4]
- 2001年（平成13年）3月1日 - 増改築工事竣工[4]
- 2004年（平成16年）4月1日 - 開設者である社団法人直入郡竹田市医師会が社団法人竹田市医師会に名称変更[4]
- 2006年（平成18年）8月31日 - 増改築工事竣工[4]
- 2013年（平成25年）4月1日 - 一般財団法人に移行[4]

## アクセス
- JR九州豊肥本線豊後竹田駅下車
  - 駅から車で約6分
  - 駅から大野竹田バスに乗車し、営業所前停留所下車、徒歩約5分[5]